# Tournemire, Aveyron

Tournemire este o comună în departamentul Aveyron din sudul Franței. În 1 ianuarie 2022 avea o populație de 420 de locuitori.